# Jihoafrická republika na Letních olympijských hrách 2012
Jihoafrická republika se účastnila Letní olympiády 2012. Zastupovalo ji 134 sportovců (70 mužů a 64 žen) v 17 sportech.

## Medailisté
| Medaile | Jméno                                                   | Sport      | Soutěž                                   |
| ------- | ------------------------------------------------------- | ---------- | ---------------------------------------- |
| Zlato   | Cameron van der Burgh                                   | Plavání    | muži 100 m prsa                          |
| Zlato   | Chad le Clos                                            | Plavání    | muži 200 m motýlek                       |
| Zlato   | James Thompson Matthew Brittain John Smith Sizwe Ndlovu | Veslování  | muži Čtyřka bez kormidelníka lehkých vah |
| Stříbro | Chad le Clos                                            | Plavání    | muži 100 m motýlek                       |
| Stříbro | Caster Semenyaová                                       | Atletika   | Ženy běh na 800 m                        |
| Bronz   | Bridgitte Hartleyová                                    | Kanoistika | ženy K-1 500 m                           |